# Sandra Ávila Beltrán
Sandra Ávila Beltrán (* 11. Oktober 1960 in Baja California) alias La Reina del Pacifico (Königin des Pazifiks) ist eine mexikanische Drogenhändlerin, die 2007 verhaftet und 2012 in die USA ausgeliefert wurde. Sie gilt als eine der wenigen Frauen, die es in eine Führungsrolle in den mexikanischen Drogenkartellen gebracht haben. Ihre Geschichte soll dem Autor Arturo Pérez-Reverte im Roman Königin des Südens als Vorbild für seine Figur der Teresa Mendoza gedient haben.

## Kriminelle Karriere
Sandra Ávila Beltrán wurde am 11. Oktober 1960 als Tochter von María Luisa Beltrán Félix und Alfonso Ávila Quintero geboren. Ihr Onkel ist Miguel Ángel Félix Gallardo, der in den 1980er Jahren den Kokainhandel in Mexiko beherrschte.  Ein anderer Onkel ist Juan José Quintero Payán, der in die USA wegen Drogenhandel ausgeliefert wurde. Ebenfalls soll sie mit Drogenbossen des Sinalao-Kartells, wie Ismael Zambada García oder Ignacio Coronel, Liebesbekanntschaften gehabt haben. Sie hatte somit früh enge Kontakte zu mexikanischen Drogenbossen.
In den 1990er Jahren soll sie aufgrund einer Beziehung  zum kolumbianischen Drogenboss Juan Diego Espinosa Ramirez (alias el Tigre) ein wichtiges Bindeglied  zwischen dem mexikanischen Drogenkartell Sinaloa-Kartell  und dem kolumbianischen Drogenkartell Norte del Valle gewesen sein. Gemeinsam soll das Paar in großem Stil Kokain von Kolumbien nach Mexiko auf dem Seeweg transportiert haben. Sandra Ávila Beltrán soll dabei vor allem für die Geldwäsche gesorgt haben.
Nach der Entführung ihres Sohnes und der Bezahlung eines Lösegeldes von fünf Millionen US-Dollar wurde die mexikanische Polizei auf sie aufmerksam. Sie versteckte sich ab 2002 unter einem anderen Namen. Am 28. September 2007 wurde sie in Mexiko-Stadt verhaftet.
Am 10. August 2012 wurde Sandra Ávila Beltrán nach Florida, USA, ausgeliefert, wo sie wegen Drogenhandels angeklagt wurde. Am 25. Juli 2013 wurde sie von einem Gericht in Miami, USA, zu 70 Monaten Gefängnis verurteilt, nach einem Deal jedoch bereits im August 2013 nach Mexiko überführt, wo sie sofort wieder wegen Geldwäsche verhaftet und zu fünf Jahren Haft verurteilt wurde. Im Februar 2015 wurde sie aus der Haft entlassen, da eine Bundesrichterin befand, dass sie nicht zwei Mal wegen derselben Sache verurteilt werden kann.

## Öffentlichkeit
Sie wird in Narcocorridos als La Reina del Pacifico besungen.

## Rezeption
Die Figur der Isabella Bautista in der Netflix-Serie Narcos: Mexico soll durch sie inspiriert worden sein.